# Senna (Gattung)
Senna ist eine Pflanzengattung, die zur Unterfamilie der Johannisbrotgewächse (Caesalpinioideae) innerhalb der Familie der Hülsenfrüchtler (Fabaceae) gehört. Die allgemein als „Senna“ bekannte Pflanzenart, die die pharmazeutisch verwendeten Sennesblätter liefert, trägt den botanischen Namen Senna alexandrina.

## Beschreibung

### Vegetative Merkmale
Unter den Senna-Arten sind krautige Pflanzen, Sträucher und Bäume vertreten. Die Laubblätter sind paarig gefiedert. Es sind Nebenblätter vorhanden.

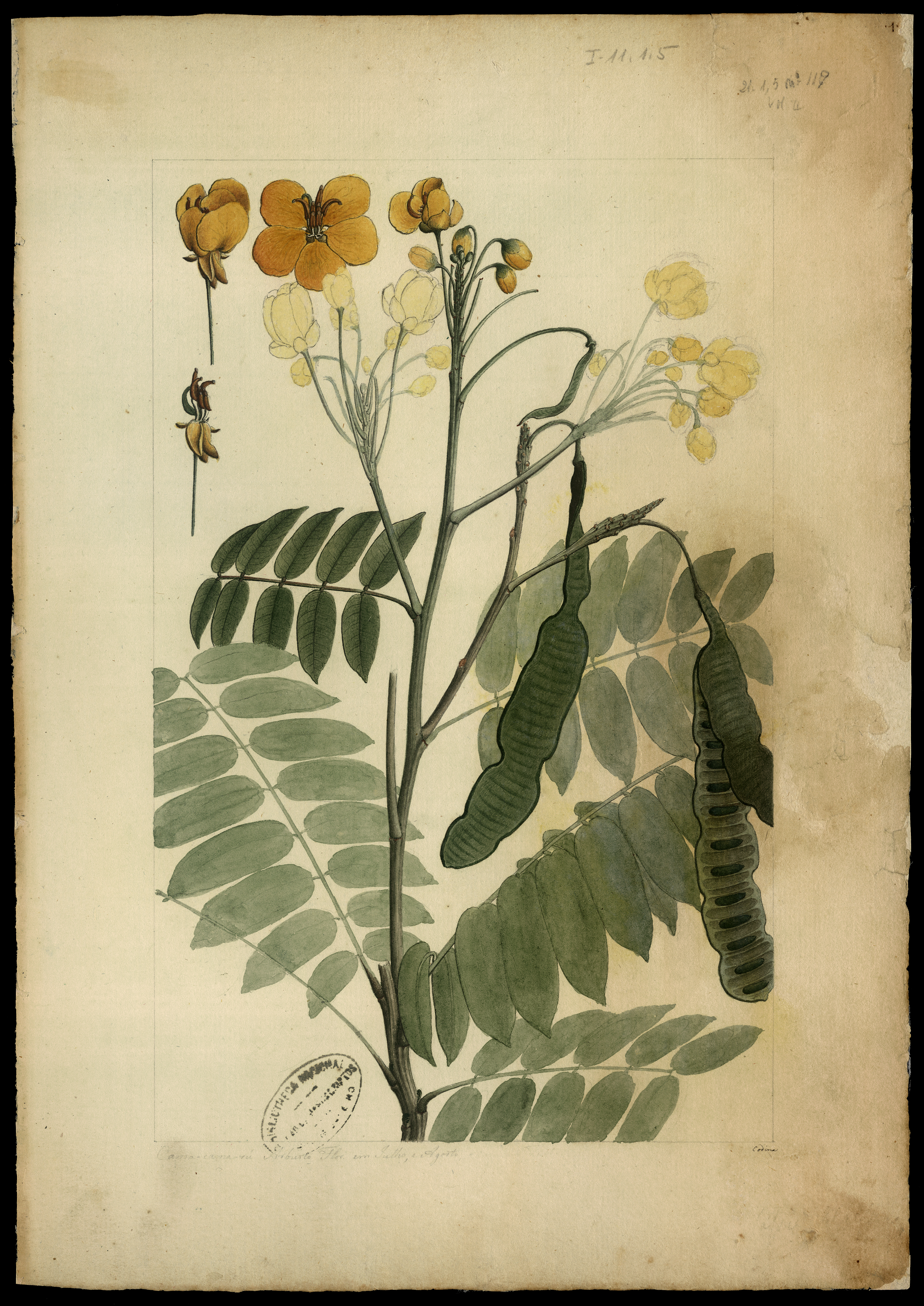
Illustration aus Coleção Brasiliana Iconográfica von Senna sylvestris

### Generative Merkmale
Die Blüten stehen in traubigen oder rispigen Blütenständen zusammen mit meist früh abfallenden Hochblättern.
Die zwittrigen Blüten sind mehr oder weniger zygomorph und fünfzählig mit doppelter Blütenhülle. Es ist oft ein kleiner Blütenbecher vorhanden. Die fünf Kelchblätter sind verwachsen und die fünf Kelchzähne sind mehr oder weniger gleich. Die fünf Kronblätter sind bei den meisten Arten gelb. Meist sind bis zehn ungleiche Staubblätter vorhanden. Drei sind meist reduziert, auch können mehrere andere steril sein. Die weitgehend aufrechten Staubfäden sind nicht mehr als doppelt so lang wie die Staubbeutel. Der mittel- bis oberständige, gekrümmte Fruchtknoten ist oft gestielt und enthält viele Samenanlagen.
Die zylindrischen bis geflügelten, öffnenden oder nicht öffnenden Hülsenfrüchte (manchmal als „Schoten“ bezeichnet) sind kürzer als 30 Zentimeter und enthalten viele Samen.

## Verbreitung
Senna-Arten sind weltweit überwiegend in den Tropen verbreitet; einige Arten kommen jedoch auch in gemäßigten Gebieten vor. Die größte Artenvielfalt der Gattung findet sich in der Neuen Welt.

## Systematik
Die Gattung Senna wurde 1754 durch Philip Miller in The Gardeners Dictionary, 4. Auflage, Band 1 bis 3, John & James Rivington, London aufgestellt.
Die Gattung Senna umfasst einen großen Teil der bisher zu den Kassien (Cassia) gerechneten Arten. Mit etwa 250 Arten ist sie eine sehr formenreiche Gattung.

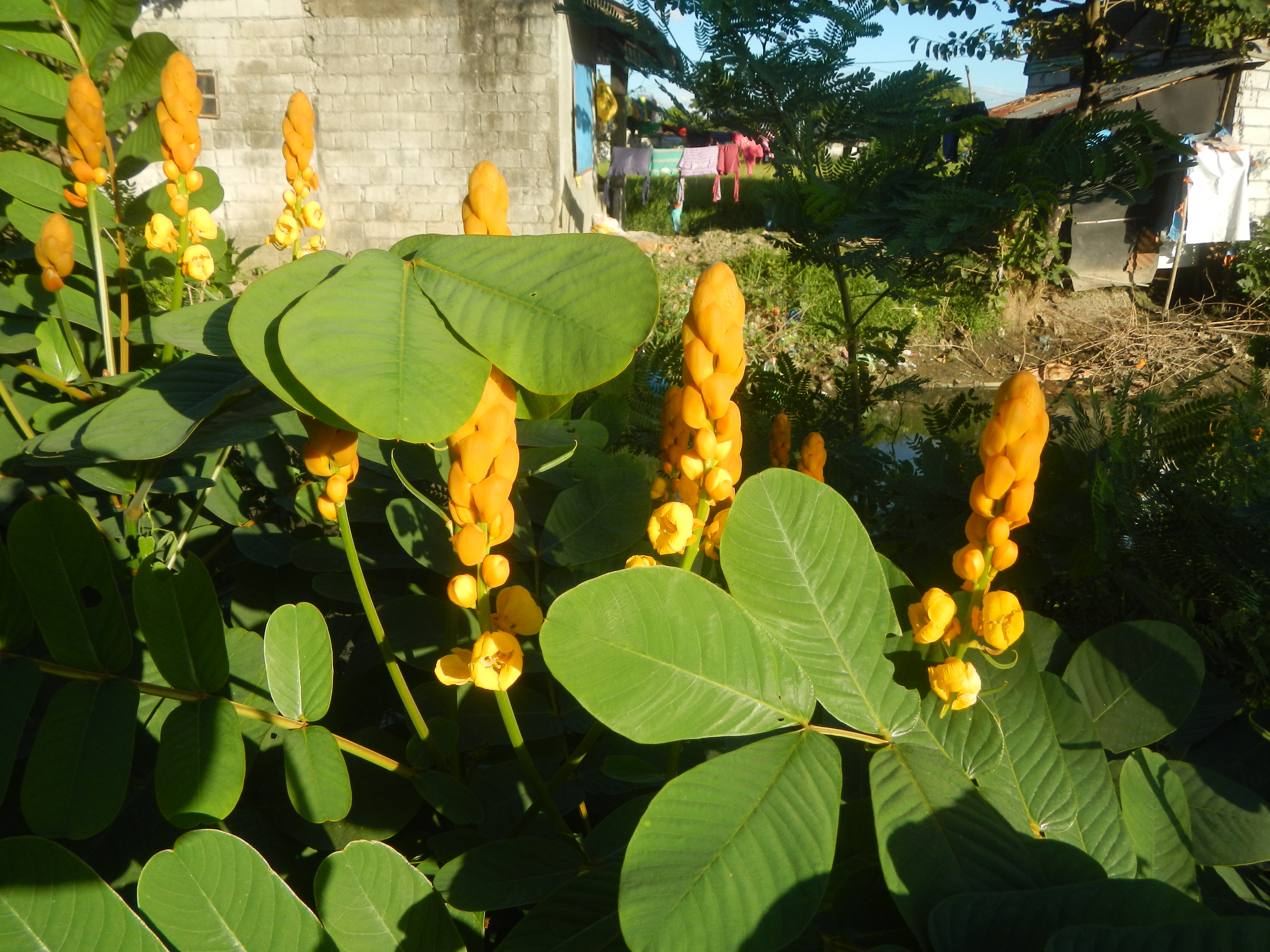
Senna alata

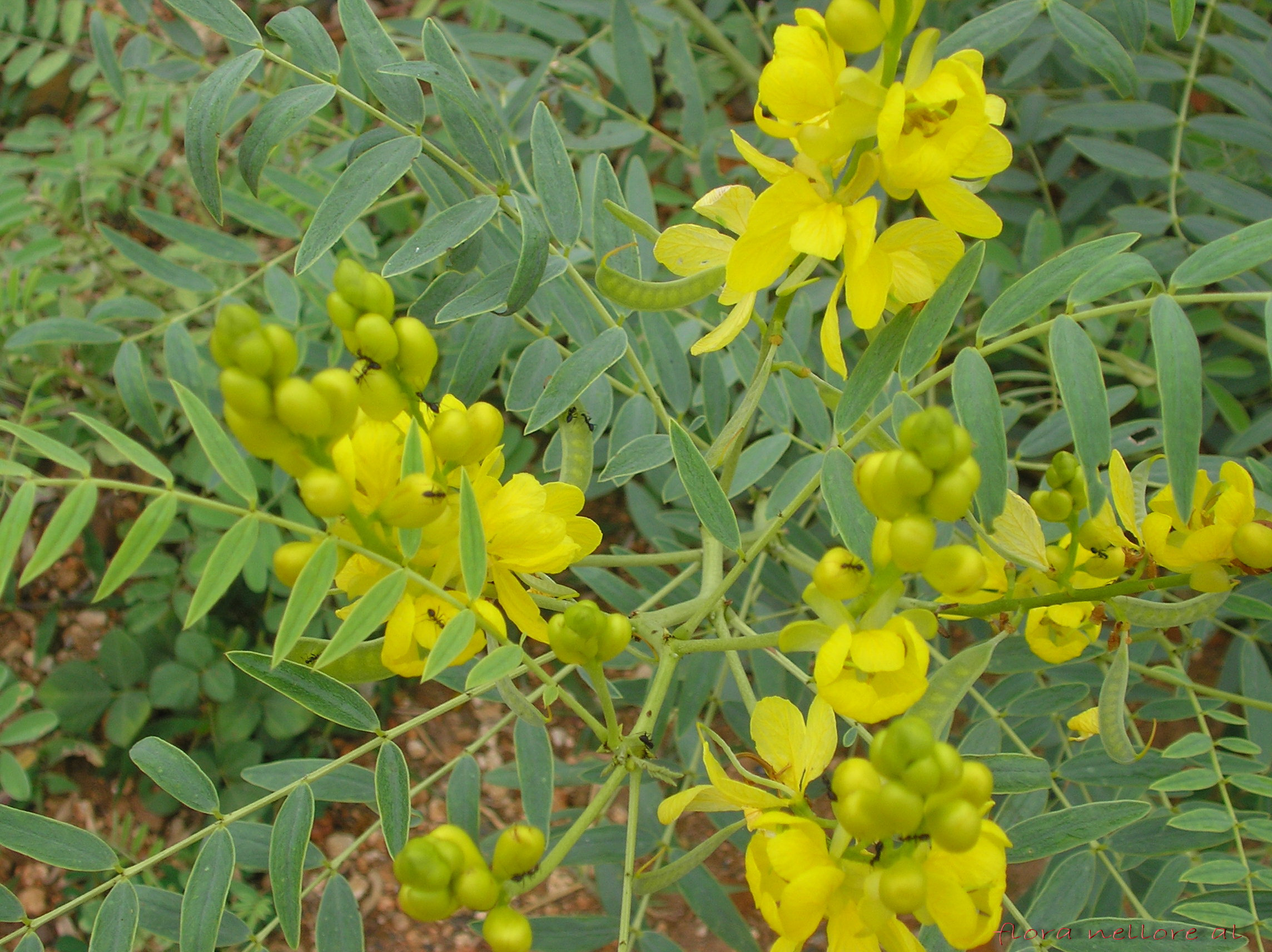
Senna alexandrina

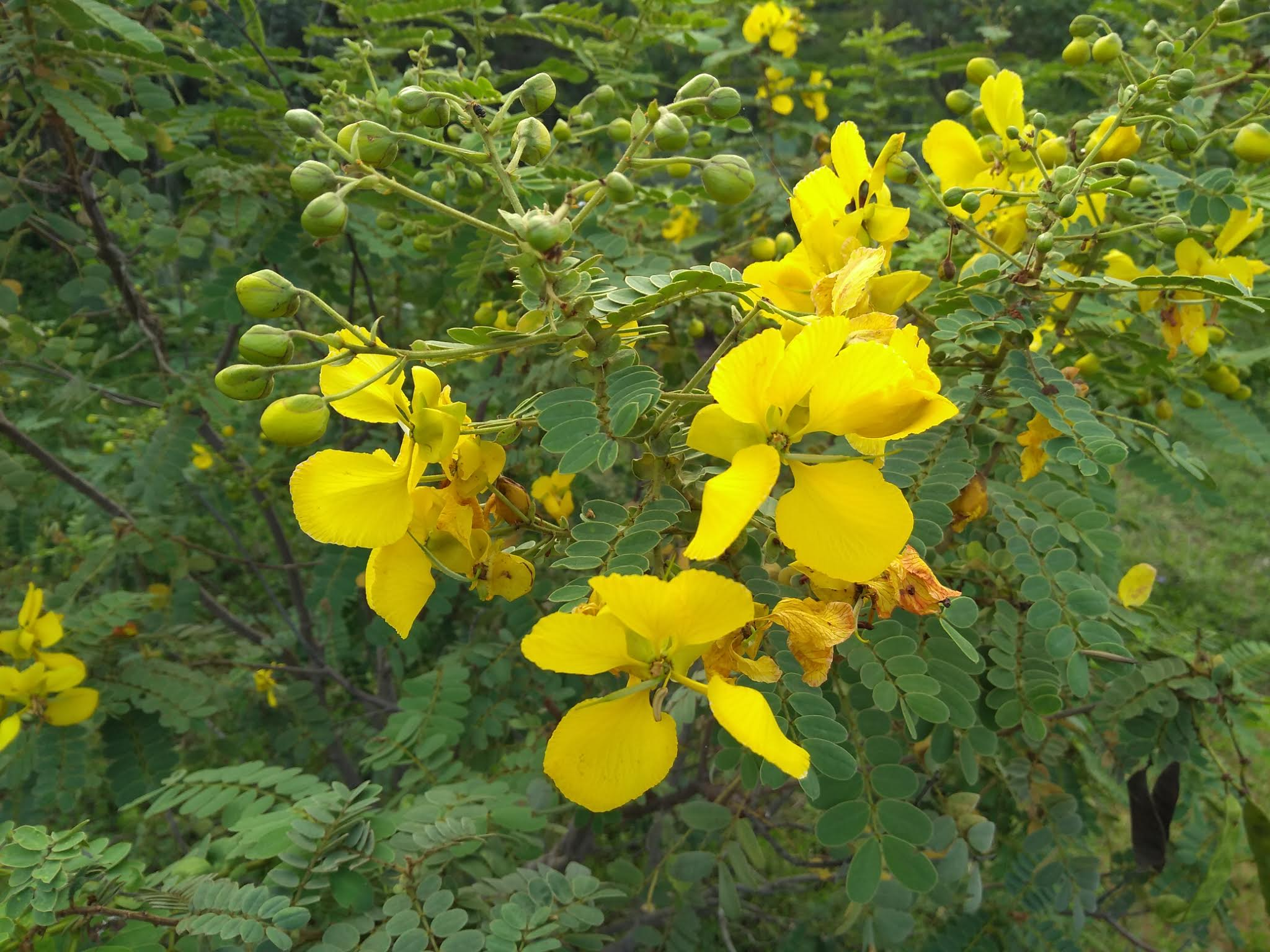
Senna auriculata

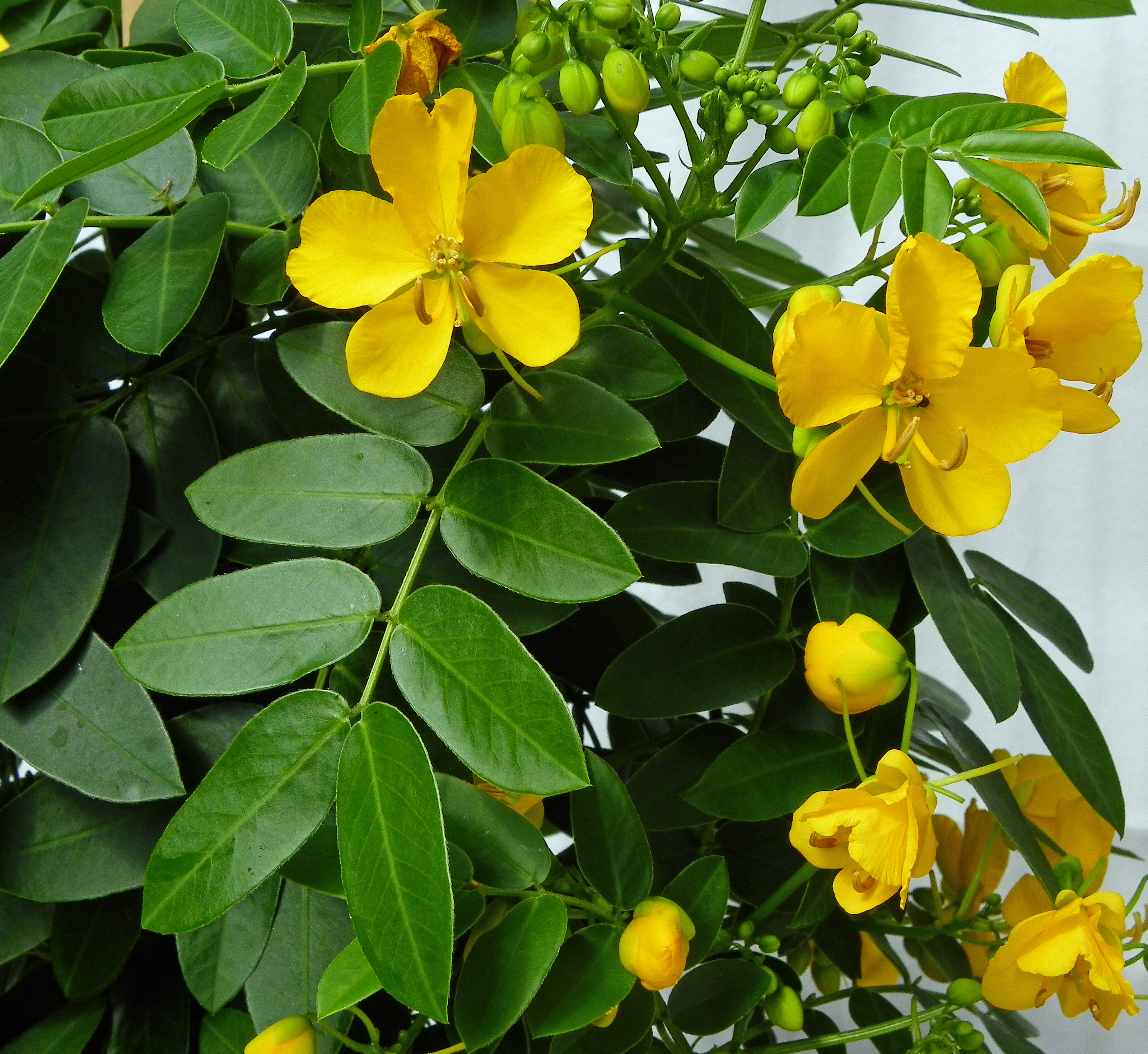
Senna corymbosa

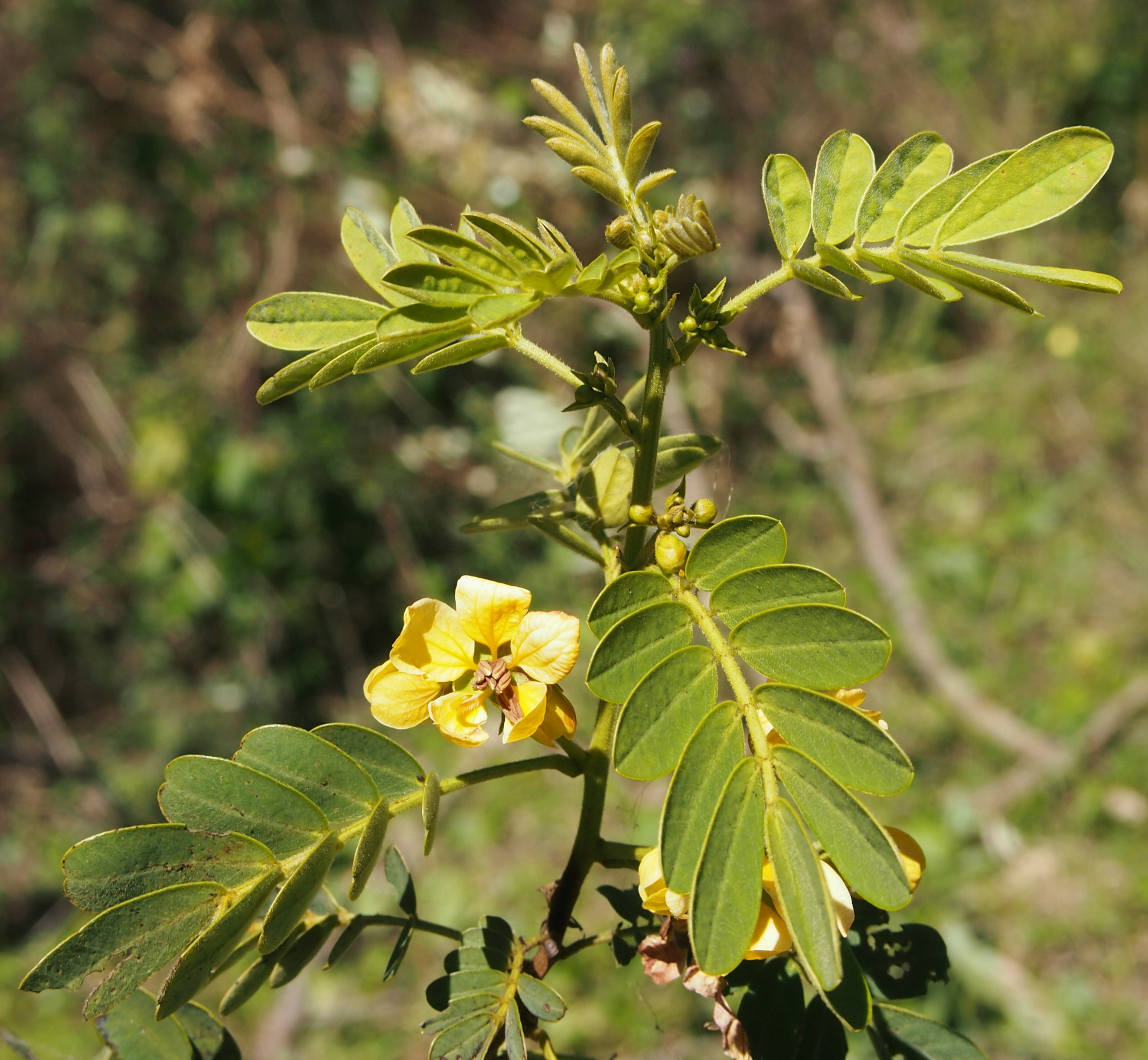
Senna gaudichaudii

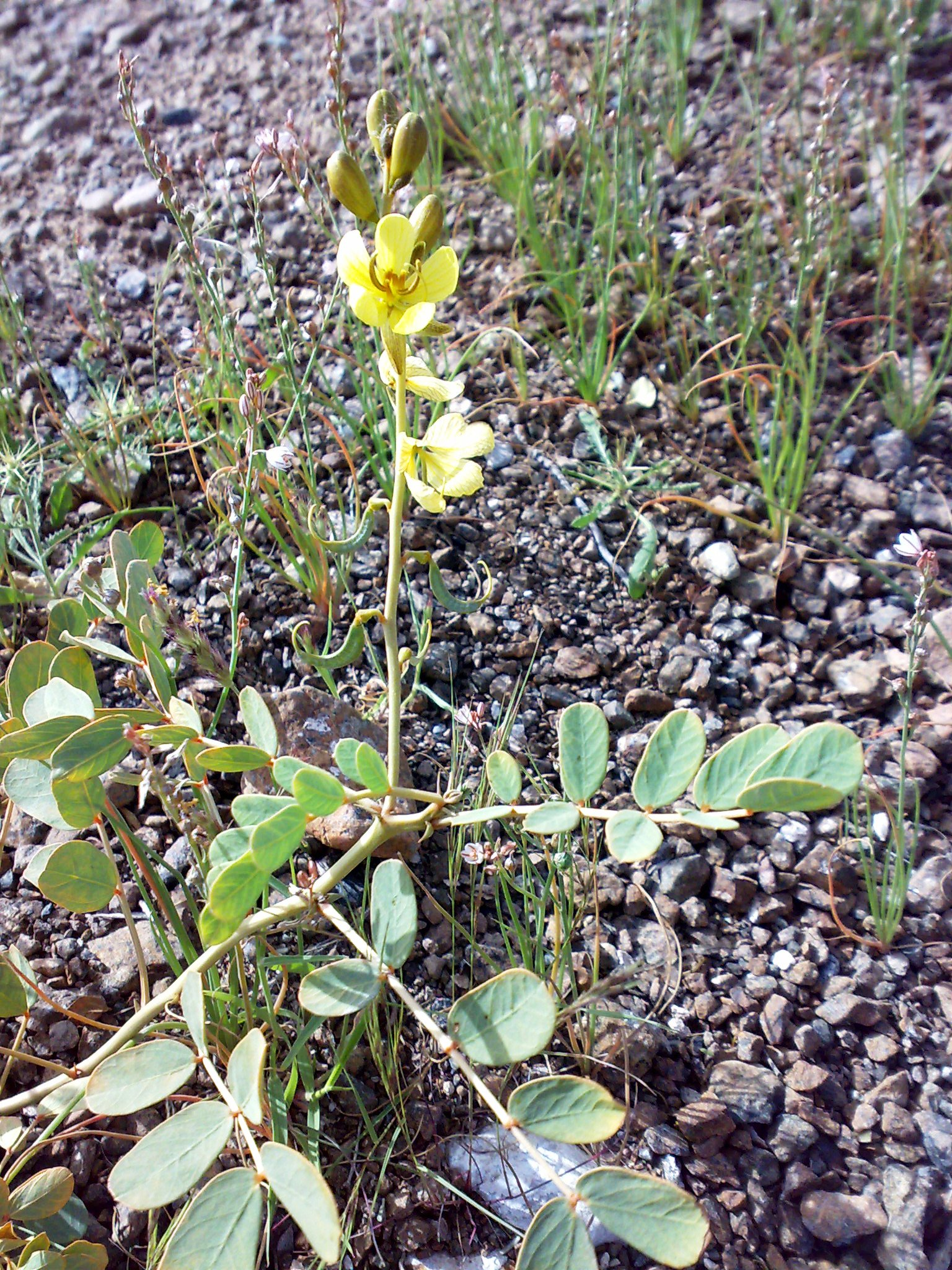
Senna italica

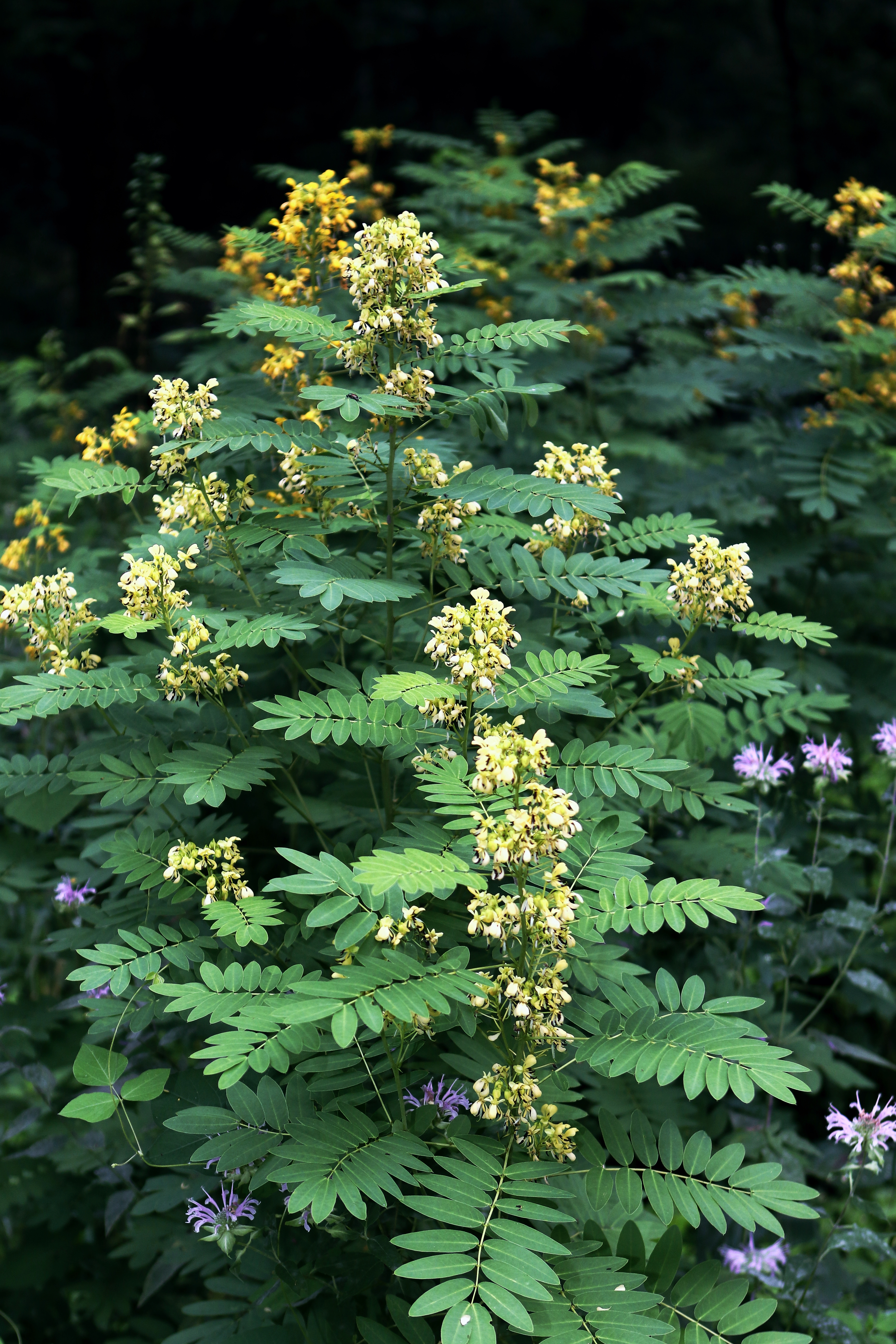
Senna marilandica

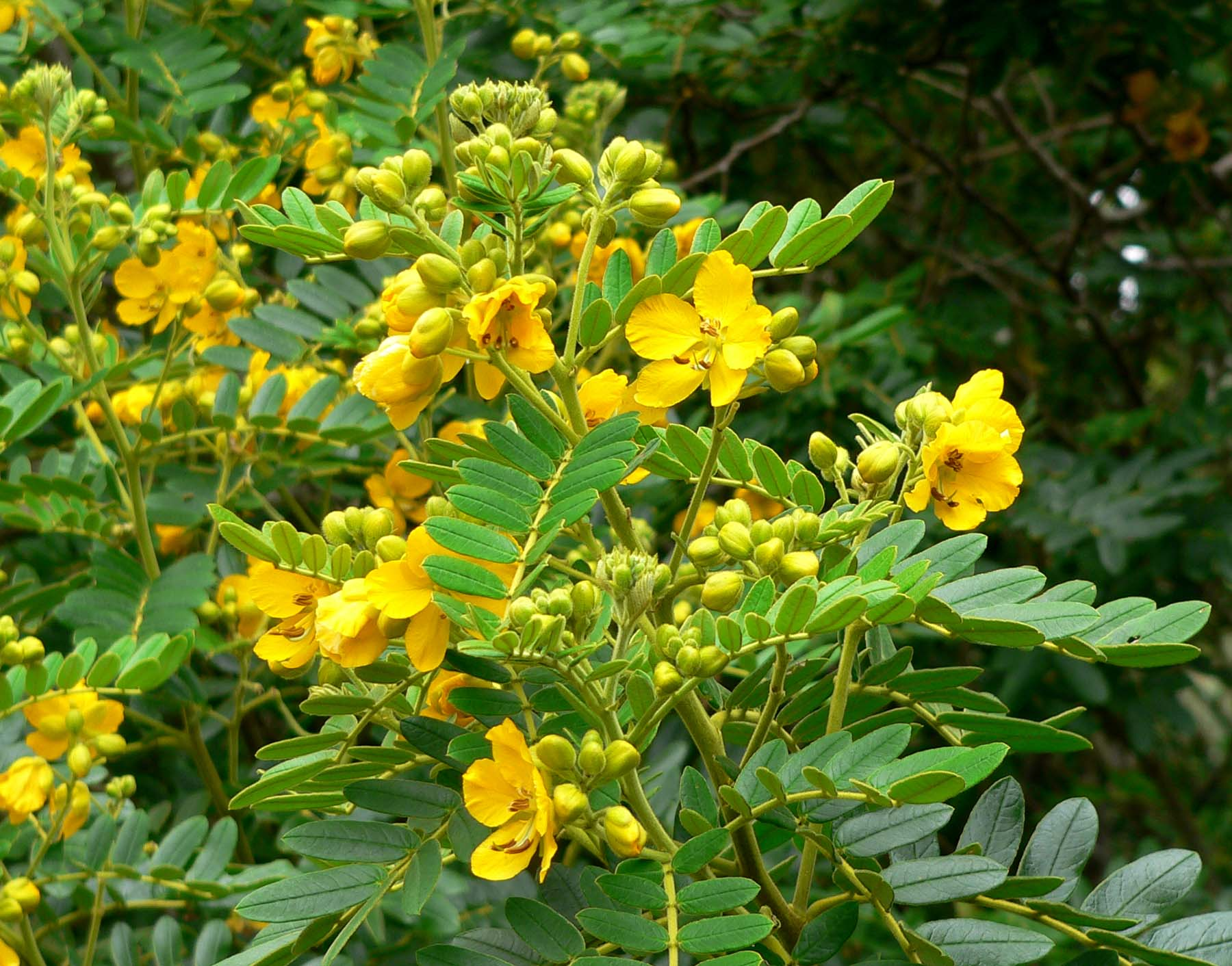
Senna multiglandulosa

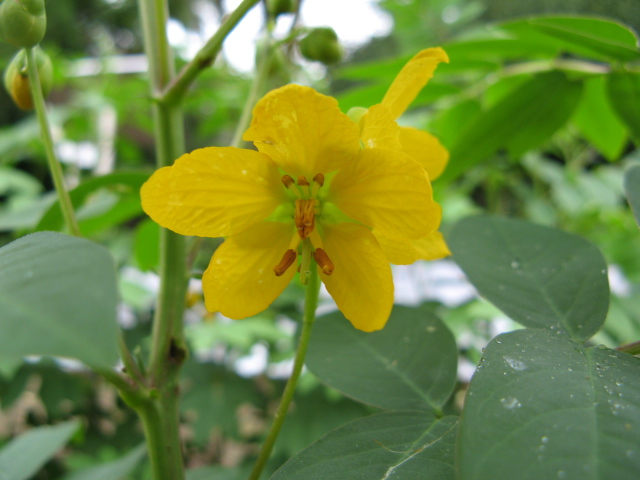
Blüte von Senna occidentalis

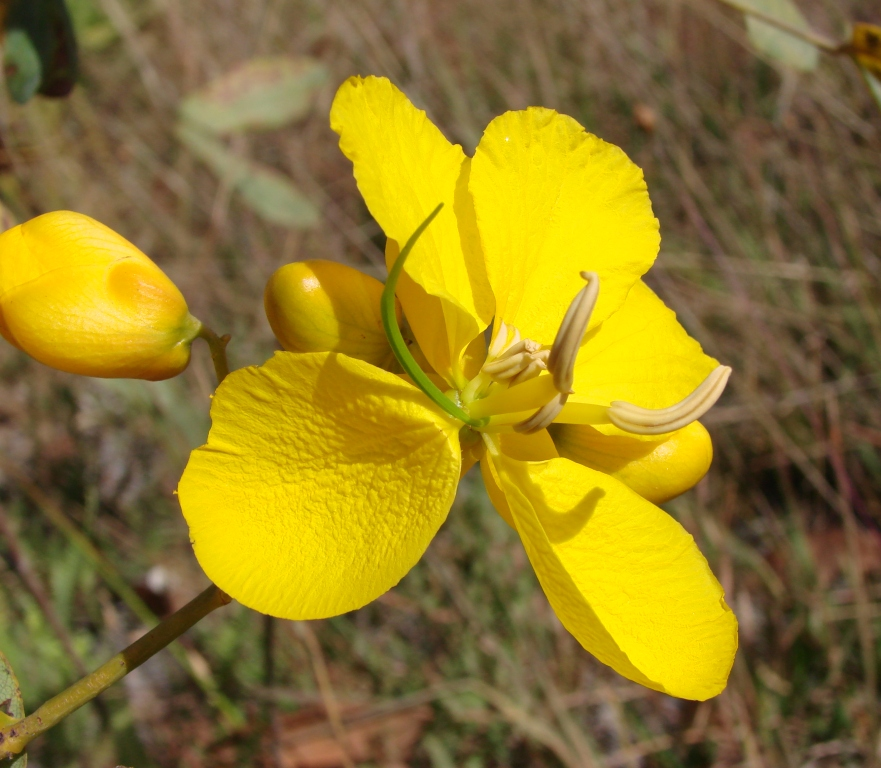
Blüte von Senna pendula var. glabrata

Senna siamea

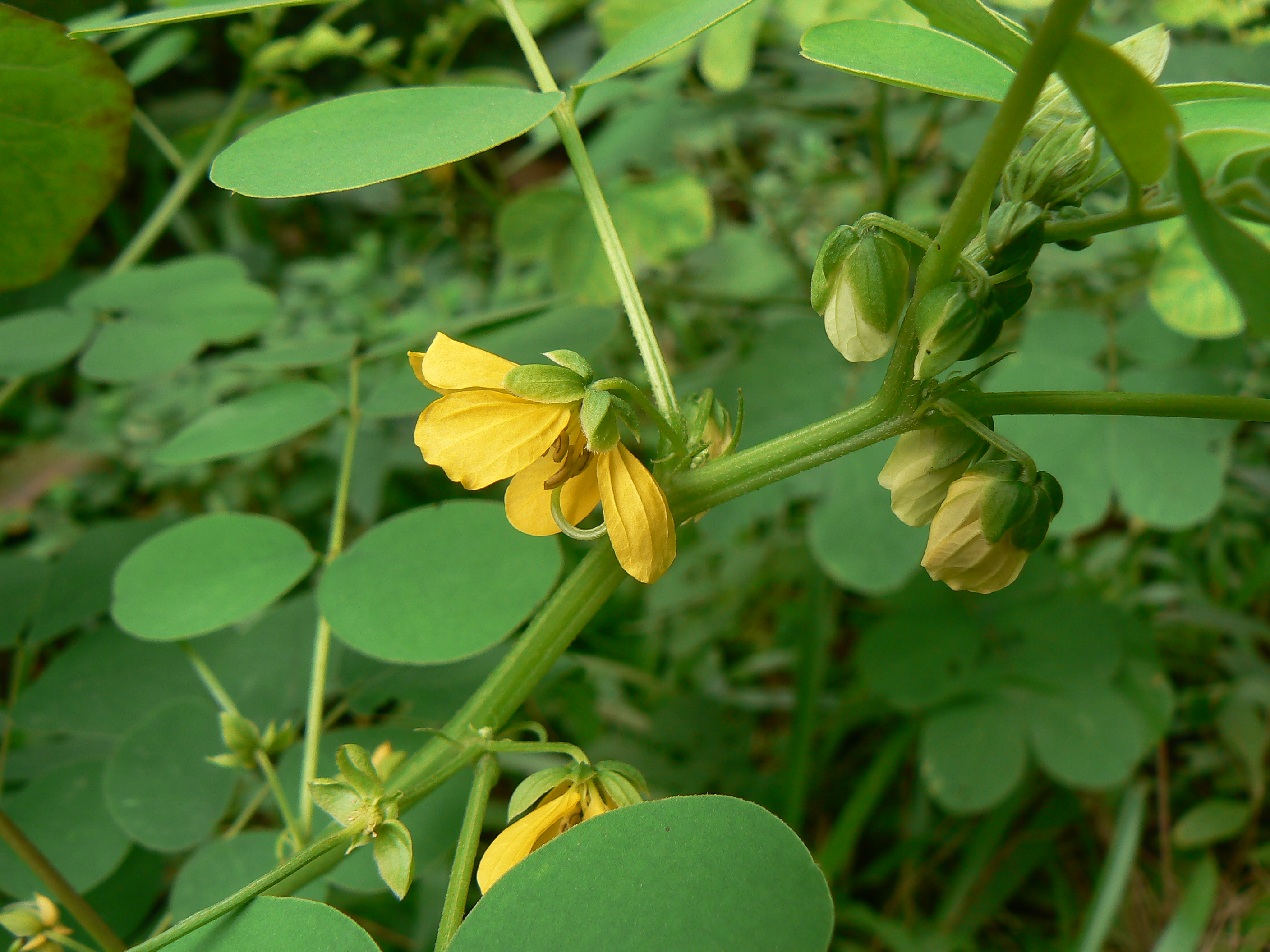
Senna tora

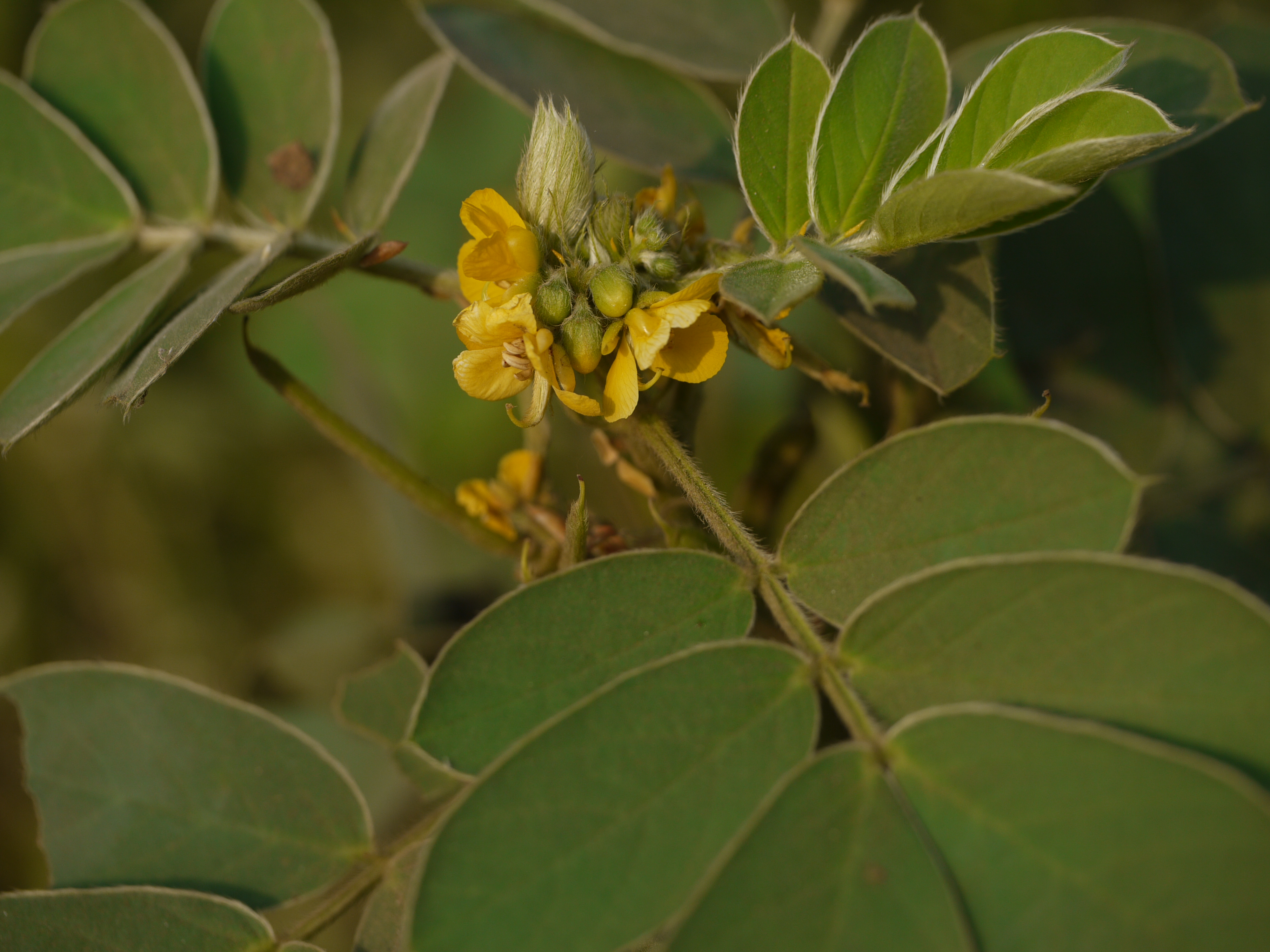
Senna uniflora

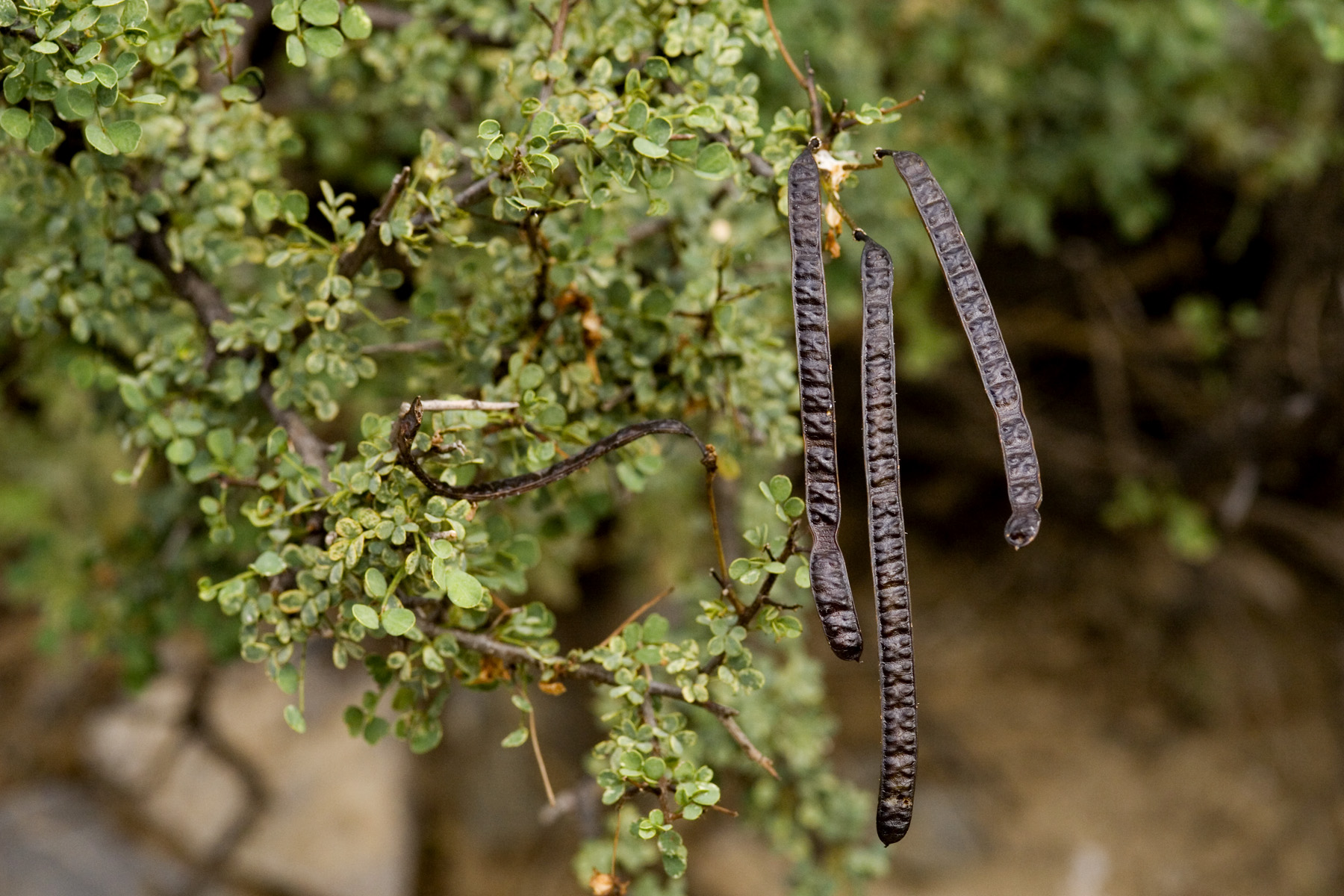
Senna wislizeni mit Früchten

- Senna acclinis (F.Muell.) Randell (Syn.:  Cassia acclinis F.Muell.): Sie kommt in Australien vor.[3]
- Senna aciphylla (Benth.) Randell (Syn.: Cassia aciphylla Benth., Cassia australis var. revoluta (F.Muell.) Benth., Cassia revoluta F.Muell.): Sie kommt in Australien vor.[3]
- Senna aculeata (Pohl ex Benth.) H.S.Irwin & Barneby (Syn.: Cassia aculeata Pohl ex Benth.): Sie kommt in Venezuela, Brasilien, im östlichen Bolivien und in Paraguay vor.[3]
- Senna alata (L.) Roxb. (Syn.: Cassia alata L.): Sie kommt ursprünglich aus dem nördlichen Südamerika und Brasilien vor.[3]
- Senna alexandrina Mill. (Syn.: Cassia acutifolia Delile, Cassia angustifolia Vahl, Cassia lanceolata Forssk., Cassia senna L.): Sie ist Lieferant der Sennesblätter. Sie kommt ursprünglich im nördlichen und im tropischen Afrika, auf der Arabischen Halbinsel, im südwestlichen Jordanien, im östlichen Pakistan und im südlichen Indien vor.[3]
- Senna angulata (Vogel) H.S.Irwin & Barneby (Syn.: Cassia angulata Vogel): Sie kommt in Brasilien vor.[3]
- Senna aphylla (Cav.) H.S.Irwin & Barneby: Sie kommt in Argentinien und in Bolivien vor.[3]
- Senna appendiculata (Vogel) Wiersema (Syn.: Cassia appendiculata Vogel, Cassia australis Vell., Senna australis H.S.Irwin & Barneby): Sie kommt in Brasilien vor.[3]
- Senna armata (S. Watson) H.S.Irwin & Barneby (Syn.: Cassia armata S. Watson): Sie kommt von den südwestlichen Vereinigten Staaten bis ins nördliche Mexiko vor.[3]
- Senna artemisioides (Gaudich. ex DC.) Randell (Syn.: Cassia oligophylla F. Muell.): Sie kommt in 12 Unterarten in Australien vor.[3]
- Senna atomaria (L.) H.S.Irwin & Barneby (Syn.: Cassia atomaria L.): Sie kommt vom Mexiko bis Venezuela und auf Inseln in der Karibik vor.[3]
- Senna auriculata (L.) Roxb. (Syn.: Cassia auriculata L.): Sie kommt in Indien, Sri Lanka und in Myanmar vor.[3]
- Senna aversiflora (Herb.) H.S.Irwin & Barneby: Sie kommt in Brasilien vor.[3]
- Senna bacillaris (L. f.) H.S.Irwin & Barneby (Syn.: Cassia bacillaris L. f.): Sie kommt von Costa Rica und Inseln der Karibik bis Venezuela, Brasilien und Peru vor.[3]
- Senna barclayana (Sweet) Randell: Sie kommt in Australien vor.[3]
- Senna bauhinioides (A.Gray) H.S.Irwin & Barneby (Syn.: Cassia bauhinioides A.Gray): Sie kommt in Arizona, New Mexico, Texas und im nördlichen Mexiko vor.[3]
- Senna bicapsularis (L.) Roxb. (Syn. Cassia emarginata L.): Sie kommt ursprünglich von Panama bis Französisch-Guayana und Peru und auf Inseln in der Karibik vor.[3]
- Senna birostris (Vogel) H.S.Irwin & Barneby: Sie kommt in Südamerika vor.[3]
- Senna calycioides
- Senna cana (Nees & Mart.) H.S.Irwin & Barneby (Syn.: Cassia cana Nees & Mart.): Sie kommt in Brasilien vor.[3]
- Senna candolleana Vogel
- Senna cobanensis (Britton & Rose) H.S.Irwin & Barneby: Sie kommt ursprünglich von Mexiko bis Venezuela, Bolivien und Peru vor.[3]
- Senna confinis (Greene) H.S.Irwin & Barneby: Sie kommt in Mexiko vor.[3]
- Senna coronilloides (Benth.) Randell (Syn.: Cassia coronilloides Benth.): Sie kommt in Australien vor.[3]
- Senna corymbosa (Lam.) H.S.Irwin & Barneby (Syn.: Cassia bonariensis Colla, Cassia corymbosa Lam.): Sie kommt in Brasilien, im nördlichen Argentinien und in Uruguay vor.[3]
- Senna costata (J.F.Bailey & C.T.White) Randell (Syn.: Cassia costata J.F.Bailey & C.T.White): Sie kommt in Australien vor.[3]
- Senna covesii (A.Gray) H. S. Irwin & Barneby (Syn.: Cassia covesii A.Gray): Sie kommt in den südlichen Vereinigten Staaten und im nördlichen Mexiko vor.[3]
- Senna cumingii (Hook. & Arn.) H.S.Irwin & Barneby: Sie kommt in mehreren Varietäten in Chile vor.[3]
- Geflügelte Senna (Senna didymobotrya (Fresen.) H.S.Irwin & Barneby, Syn.: Cassia didymobotrya Fresen.): Sie kommt ursprünglich im tropischen Afrika vor.[3]
- Senna durangensis (Rose) H.S.Irwin & Barneby (Syn. Cassia durangensis Rose): Sie kommt in Texas und in Mexiko vor.[3]
- Senna ×floribunda (Cav.) H.S.Irwin & Barneby (Hybride aus Senna septemtrionalis × Senna multiglandulosa, Syn.: Cassia corymbosa var. plurijuga Benth., Cassia floribunda Cav.)
- Senna fruticosa (Mill.) H.S.Irwin & Barneby (Syn. Cassia fruticosa Mill.): Sie kommt in Mexiko, Guatemala und Honduras vor.[3]
- Senna gardneri (Benth.) H.S.Irwin & Barneby: Sie kommt in Brasilien vor.[3]
- Senna gaudichaudii (Hook. & Arn.) H.S.Irwin & Barneby (Syn.: Cassia gaudichaudii Hook. & Arn., Cassia retusa Vogel, Senna surattensis subsp. retusa (Vogel) Randell): Sie kommt im östlichen Queensland, auf Hawaii, in Neukaledonien, Fidschi, Vanuatu, Pitcairn und Französisch-Polynesien vor.[3]
- Senna glutinosa (DC.) Randell: Sie kommt in 5 Unterarten in Australien vor.[3]
- Senna hebecarpa (Fernald) H.S.Irwin & Barneby (Syn.: Cassia hebecarpa Fernald): Sie kommt im südlichen Ontario und in den Vereinigten Staaten vor.[3]
- Senna helmsii: Siehe Senna artemisioides subsp. helmsii (Symon) Randell, Syn.: Cassia helmsii Symon
- Senna hirsuta (L.) H.S.Irwin & Barneby: Sie kommt ursprünglich in den Vereinigten Staaten, in Mexiko, Costa Rica, Panama, Kolumbien, Ecuador, Venezuela, Guayana, Suriname, Französisch-Guayana, Brasilien, Bolivien, Peru und auf Inseln in der Karibik vor.[3]
- Senna holosericea (Fresen.) Greuter (Syn.: Cassia holosericea Fresen.): Sie kommt im nordöstlichen tropischen Afrika, auf der Arabischen Halbinsel, im Iran, in Pakistan und in Indien vor.[3]
- Senna holwayana (Rose) H.S.Irwin & Barneby: Sie kommt von Mexiko bis Nicaragua vor.[3]
- Senna italica Mill. (Syn.: Cassia italica (Mill.) Spreng., Cassia obovata Collad.): Sie kommt in drei Unterarten ursprünglich in Afrika, auf den Kapverden, auf der Arabischen Halbinsel, in Israel, Jordanien, im Irak, Iran, Pakistan, Indien und Sri Lanka vor.[3]
- Senna latifolia (G.Mey.) H.S.Irwin & Barneby (Syn.: Cassia latifolia G.Mey.): Sie kommt im nördlichen und im westlichen Südamerika vor.[3]
- Senna ligustrina (L.) H.S.Irwin & Barneby (Syn.: Cassia ligustrina L.)
- Senna lindheimeriana (Scheele) H.S.Irwin & Barneby (Syn.: Cassia lindheimeriana Scheele): Sie kommt in Arizona, New Mexico, Texas und in Mexiko vor[3]
- Senna macranthera (Collad.) H.S.Irwin & Barneby: Sie kommt in Kolumbien, Ecuador, Venezuela, Brasilien und Peru vor.[3]
- Senna marilandica (L.) Link (Syn.: Cassia marilandica L., Cassia medsgeri Shafer): Sie kommt in den zentralen und in den östlichen Vereinigten Staaten vor.[3]
- Senna martiana (Benth.) H.S. Irwin & Barneby: Sie kommt in Brasilien vor.[3]
- Senna mexicana var. chapmanii (Isely) H.S.Irwin & Barneby (Syn.: Cassia chapmanii Isely): Sie kommt in Florida, in Kuba und auf den Bahamas vor.[3]
- Senna mollissima (Humb. & Bonpl. ex Willd.) H.S.Irwin & Barneby (Syn.: Cassia laeta Kunth, Cassia mollissima Humb. & Bonpl. ex Willd.): Sie kommt im nördlichen Mexiko, im südöstlichen Guatemala, im südlichen Ecuador und im nordwestlichen Peru vor.[3]
- Senna multiglandulosa (Jacq.) H.S.Irwin & Barneby (Syn.: Cassia multiglandulosa Jacq., Cassia tomentosa L. f.): Sie kommt ursprünglich in Mexiko, Guatemala, Kolumbien, Ecuador, Peru und Bolivien vor.[3]
- Senna multijuga (Rich.) H.S.Irwin & Barneby: Sie kommt in 5 Unterarten im südlichen Mexiko, im nördlichen und westlichen Südamerika und in Brasilien vor.
- Senna nicaraguensis (Benth.) H.S.Irwin & Barneby (Syn.: Cassia nicaraguensis Benth.): Sie kommt im südlichen Mexiko und in Mittelamerika vor.[3]
- Senna nitida (Rich.) H.S.Irwin & Barneby (Syn.: Cassia antillana (Britton & Rose) Alain, Cassia nitida Rich., Chamaefistula antillana Britton & Rose): Sie kommt in St. Kitts und Nevis, in Puerto Rico und in den Virgin Islands vor.[3]
- Senna notabilis (F.Muell.) Randell (Syn.: Cassia notabilis F.Muell.): Sie kommt in Australien vor.[3]
- Senna obtusifolia (L.) H.S.Irwin & Barneby (Syn.: Cassia obtusifolia L.): Sie ist ein weltweit in warmen Ländern verbreitetes und häufiges Unkraut. Die Blätter werden im Sudan in fermentierter und getrockneter Form als Fleischersatz genutzt.[4] Sie kommt ursprünglich von den Vereinigten Staaten über Inseln in der Karibik und Mittelamerika bis Argentinien und Paraguay vor.[3]
- Senna occidentalis (L.) Link (Syn.: Cassia occidentalis L.): Sie kommt ursprünglich von Mexiko und Inseln in der Karibik bis Mittel- und Südamerika vor.[3] Im tropischen Afrika, im tropischen Asien, in Australien und auf Inseln im Pazifik ist sie ein Neophyt.[3]
- Senna odorata (R.Morris) Randell (Syn.: Cassia odorata R. Morris, Cassia schultesii Colla): Sie kommt im östlichen New South Wales vor.[3]
- Senna oxyphylla (Kunth) H.S.Irwin & Barneby: Sie kommt in Kolumbien, Ecuador und Venezuela vor.[3]
- Senna pallida (Vahl) H.S.Irwin & Barneby (Syn.: Cassia biflora auct., Cassia galegifolia L., Cassia pallida Vahl, Senna galegifolia (L.) Barneby & Lourteig): Sie kommt in Mexiko, auf Inseln in der Karibik, in Mittelamerika, in Kolumbien, Venezuela, Brasilien und Peru vor.[3]
- Senna pendula (Willd.) H.S.Irwin & Barneby: Sie kommt ursprünglich in Mexiko, auf Karibischen Inseln, in Mittel- und in Südamerika vor.[3]
- Senna petersiana (Bolle) Lock (Syn.: Cassia petersiana Bolle): Sie kommt im tropischen und im südlichen Afrika vor.[3]
- Senna pilifera (Vogel) H.S.Irwin & Barneby (Syn.: Cassia pilifer Vogel): Sie kommt in Mexiko, Kuba. Panama und in Südamerika vor.[3]
- Senna pinheiroi H.S.Irwin & Barneby: Sie kommt in Brasilien vor.[3]
- Senna planitiicola (Domin) Randell (Syn.: Cassia planitiicola Domin): Sie kommt in Australien vor.[3]
- Senna pleurocarpa (F.Muell.) Randell: Sie kommt in zwei Varietäten in Australien vor.[3]
- Senna podocarpa (Guill. & Perr.) Lock (Syn: Cassia podocarpa Guill. & Perr.): Sie kommt im westlichen tropischen Afrika und in Äquatorial-Guinea vor.[3]
- Senna polyantha (Collad.) H.S.Irwin & Barneby: Sie kommt in Mexiko vor.[3]
- Senna polyphylla (Jacq.) H.S.Irwin & Barneby (Syn.: Cassia polyphylla Jacq.): Sie kommt in Hispaniola, in Puerto Rico und auf den Virgin Islands vor.[3]
- Senna purpurea (Roxb. ex Lindl.) Roxb. (Syn.: Cassia purpurea Roxb. ex Lindl., Senna sophera (L.) Roxb. var. purpurea (Lindl.) V.Singh): Sie kommt ursprünglich in Indien vor.[3]
- Senna purpusii (Brandegee) H.S.Irwin & Barneby: Sie kommt in Baja California vor.[3]
- Senna quinquangulata (Rich.) H.S.Irwin & Barneby (Syn.: Cassia quinquangulata Rich.): Sie kommt in zwei Varietäten von Mexiko bis Brasilien und Peru vor.[3]
- Senna racemosa (Mill.) H.S.Irwin & Barneby (Syn.: Cassia racemosa Mill.): Sie kommt in Mexiko, Guatemala und Kuba vor.[3]
- Senna reniformis (G.Don) H.S.Irwin & Barneby: Sie kommt in Brasilien vor.[3]
- Senna reticulata (Willd.) H.S.Irwin & Barneby (Syn.: Cassia reticulata Willd.): Sie kommt von Mexiko bis Brasilien und Bolivien vor.[3]
- Senna roemeriana (Scheele) H.S.Irwin & Barneby (Syn.: Cassia roemeriana Scheele): Sie kommt in New Mexico, Texas und Mexiko vor.[3]
- Senna septemtrionalis (Viv.) H.S.Irwin & Barneby (Syn.: Cassia elegans Kunth, Cassia laevigata Willd., Cassia septemtrionalis Viv.): Sie kommt in Mexiko, Guatemala, Honduras, Nicaragua und dem nördlichen Costa Rica vor.[3]
- Senna siamea (Lam.) H.S.Irwin & Barneby (Syn.: Cassia siamea Lam.): Sie kommt ursprünglich in Kambodscha, Laos und Vietnam vor, wahrscheinlich ursprünglich auch in Thailand und Myanmar und vielleicht auch in Malaysia.[3]
- Senna silvestris (Vell.) H.S.Irwin & Barneby: Sie kommt in zwei Unterarten und mehreren Varietäten in Venezuela, Guayana, Suriname, Französisch-Guayana, Brasilien, Paraguay, Bolivien und Peru vor.[3]
- Senna singueana (Delile) Lock (Syn.: Cassia singueana Delile): Sie kommt im tropischen Afrika, in Namibia und auf den Komoren vor.[3]
- Senna sophera (L.) Roxb. (Syn.: Cassia sophera L., Cassia torosa Cav.): Sie kommt ursprünglich in Indien, Mexiko, Panama, Kolumbien, Brasilien, Guayana, Venezuela und auf Inseln in der Karibik vor.[3]
- Senna spectabilis (DC.) H.S.Irwin & Barneby: Sie kommt von Mexiko bis Argentinien und Paraguay vor.[3]
- Senna splendida (Vogel) H.S.Irwin & Barneby: Sie kommt in Brasilien und in Paraguay vor.[3]
- Senna stipulacea (Aiton) H.S.Irwin & Barneby (Syn.: Cassia stipulacea Aiton): Sie kommt in Chile vor.[3]
- Senna surattensis (Burm. f.) H.S.Irwin & Barneby: Sie kommt in zwei Unterarten in Indien, Indochina, Indonesien, Malaysia, auf den Philippinen und in Australien vor.[3]
- Senna tapajozensis (Ducke) H.S.Irwin & Barneby: Sie kommt in Brasilien vor.[3]
- Senna timoriensis (DC.) H.S.Irwin & Barneby (Syn.: Cassia timoriensis DC.): Sie kommt in Indien, Sri Lanka, Thailand, Malaysia, Kambodscha, Laos, Vietnam, Myanmar, Indonesien und in Australien vor.[3]
- Senna tora (L.) Roxb. (Syn.: Cassia tora L.): Sie kommt in Pakistan, Indien, Nepal, Bhutan, Sri Lanka, Indonesien, Indochina, Malaysia, auf den Philippinen, im südlichen China, in Neuguinea und auf den Salomonen vor.[3]
- Senna undulata (Benth.) H.S.Irwin & Barneby (Syn.: Cassia undulata Benth.): Sie kommt von Mexiko und Inseln in der Karibik bis Venezuela und Brasilien vor.[3]
- Senna uniflora (Mill.) H.S.Irwin & Barneby (Syn.: Cassia sericea Sw., Cassia uniflora Mill.): Sie kommt von Mexiko bis Nicaragua, auf Inseln in der Karibik, in Ecuador, im nördlichen Venezuela und im nordöstlichen Brasilien vor[3],
- Senna velutina (Vogel) H.S.Irwin & Barneby: Sie kommt in Venezuela, Guayana, Brasilien, Bolivien und Paraguay vor.[3]
- Senna venusta (F.Muell.) Randell (Syn.: Cassia venusta F.Muell.): Sie kommt in Australien vor.[3]
- Senna versicolor (Meyen ex Vogel) H.S.Irwin & Barneby: Sie kommt in Ecuador, Bolivien und Peru vor.[3]
- Senna viarum (Little) H.S.Irwin & Barneby (Syn.: Cassia viarum Little, Chamaesenna velutina Britton & Killip): Sie kommt in Ecuador und im südlichen Kolumbien vor.[3]
- Senna viminea (L.) H.S.Irwin & Barneby (Syn.: Cassia viminea L.): Sie kommt in Costa Rica, Venezuela, Jamaika und in Kolumbien vor.[3]
- Senna wislizeni (A.Gray) H.S.Irwin & Barneby (Syn.: Cassia wislizeni A.Gray): Sie kommt im südöstlichen Arizona, im südwestlichen New Mexico, in Texas und in Mexiko vor.[3]

Ehemalige Arten der Gattung Senna werden bei manchen Autoren anderen Gattungen zugeordnet:
- Senna dimidiata Buch.-Ham. ex Roxb.: Ist jetzt Chamaecrista dimidiata (Buch.-Ham. ex Roxb.) Lock[5]

## Nutzung
In Teilen Südostasiens werden Blätter und Blüten der Art Senna siamea in der Küche verwendet. Sie werden gekocht und das Kochwasser verworfen, um die abführende Wirkung zu vermeiden. Durch den Gehalt an Anthrachinonen können aus Sennapflanzen Abführmittel hergestellt werden; hierzu wird hauptsächlich die Alexandrinische Senna verwendet. In der Pflanzenheilkunde sind auch andere Indikationen bekannt; in der Antike wurde Senna beispielsweise gegen Lepra und Augenleiden empfohlen. Senna italica ist ein bewährtes Haarfärbemittel für blondes Haar und natürliches Haarpflegemittel zur Vergrößerung des Volumens, das auch als Henna-Neutral bezeichnet wird. Cassia auriculata wurde als Gerbmittel und für die Herstellung von Damaszener Stahl verwendet.